# فاريا
فاريا هي قرية لبنانية من قرى قضاء كسروان في محافظة جبل لبنان.

## المناخ
يظهر الجدول التالي التغييرات المناخية على مدار السنة لفاريا:
| البيانات المناخية لـفاريا         | البيانات المناخية لـفاريا | البيانات المناخية لـفاريا | البيانات المناخية لـفاريا | البيانات المناخية لـفاريا | البيانات المناخية لـفاريا | البيانات المناخية لـفاريا | البيانات المناخية لـفاريا | البيانات المناخية لـفاريا | البيانات المناخية لـفاريا | البيانات المناخية لـفاريا | البيانات المناخية لـفاريا | البيانات المناخية لـفاريا | البيانات المناخية لـفاريا |
| الشهر                             | يناير                     | فبراير                    | مارس                      | أبريل                     | مايو                      | يونيو                     | يوليو                     | أغسطس                     | سبتمبر                    | أكتوبر                    | نوفمبر                    | ديسمبر                    | المعدل السنوي             |
| --------------------------------- | ------------------------- | ------------------------- | ------------------------- | ------------------------- | ------------------------- | ------------------------- | ------------------------- | ------------------------- | ------------------------- | ------------------------- | ------------------------- | ------------------------- | ------------------------- |
| متوسط درجة الحرارة الكبرى °م (°ف) | 7.8 (46.0)                | 8.4 (47.1)                | 11.4 (52.5)               | 15.9 (60.6)               | 20.3 (68.5)               | 24.8 (76.6)               | 26.6 (79.9)               | 27.8 (82.0)               | 25.0 (77.0)               | 21.1 (70.0)               | 15.7 (60.3)               | 10.3 (50.5)               | 17.9 (64.2)               |
| المتوسط اليومي °م (°ف)            | 4.2 (39.6)                | 4.7 (40.5)                | 7.1 (44.8)                | 11.1 (52.0)               | 15.1 (59.2)               | 19.4 (66.9)               | 21.1 (70.0)               | 22.3 (72.1)               | 19.5 (67.1)               | 16.0 (60.8)               | 11.4 (52.5)               | 6.7 (44.1)                | 13.2 (55.8)               |
| متوسط درجة الحرارة الصغرى °م (°ف) | 0.7 (33.3)                | 1.0 (33.8)                | 2.9 (37.2)                | 6.4 (43.5)                | 9.9 (49.8)                | 14.1 (57.4)               | 15.7 (60.3)               | 16.9 (62.4)               | 14.0 (57.2)               | 11.0 (51.8)               | 7.2 (45.0)                | 3.1 (37.6)                | 8.6 (47.4)                |
| الهطول مم (إنش)                   | 269 (10.6)                | 231 (9.1)                 | 206 (8.1)                 | 87 (3.4)                  | 34 (1.3)                  | 2 (0.1)                   | 1 (0.0)                   | 1 (0.0)                   | 6 (0.2)                   | 39 (1.5)                  | 119 (4.7)                 | 222 (8.7)                 | 1٬217 (47.7)              |
| المصدر: Climate-Data.org          |                           |                           |                           |                           |                           |                           |                           |                           |                           |                           |                           |                           |                           |

## أعلام
- آن ماري سلامة